# Głębokościomierz (zanurzenie)

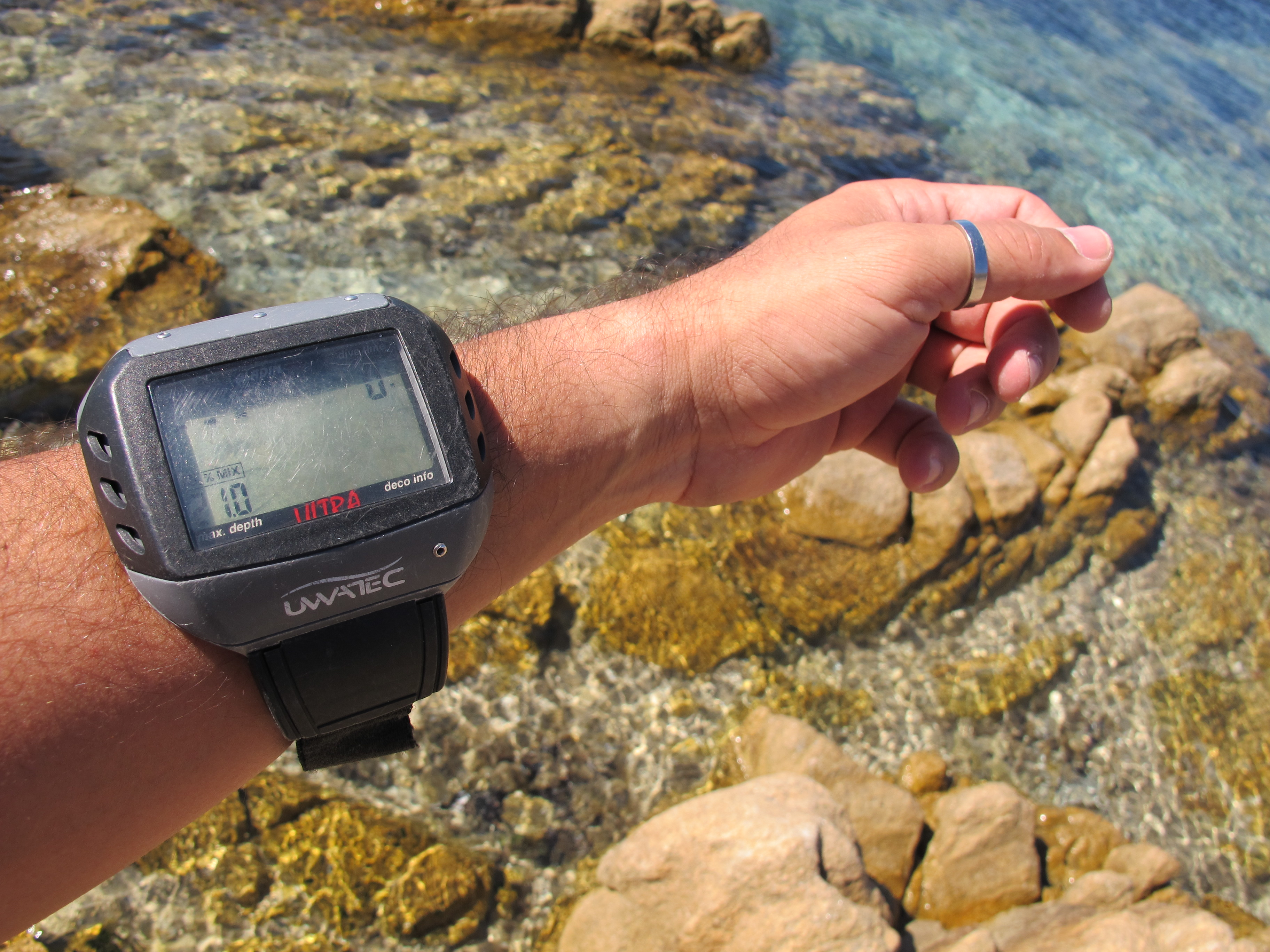
Głębokościomierz

Głębokościomierz – przyrząd do pomiaru głębokości zanurzenia obiektów w wodzie, rodzaj sygnalizatora głębokości.
Przykładowe głębokościomierze:
- kapilarny  – tradycyjny, uwzględnia ciśnienie otoczenia na powierzchni, nad wodą; wskazuje pod wodą tzw. głębokość teoretyczną wynikającą z różnicy ciśnień a nie wysokości słupa wody; wraz ze wzrostem głębokości zmniejsza się dokładność jego wskazań,
- sprężynowy  – uwzględnia wyłącznie wysokość słupa wody,
- membranowy – uwzględnia wyłącznie wysokość słupa wody,
- elektroniczny  – dokonuje pomiaru różnicy potencjałów wraz ze wzrostem ciśnienia; dokonuje pomiaru ciśnienia zewnętrznego na powierzchni wody i wskazuje głębokość teoretyczną, a nie wysokość słupa wody.

W nurkowaniu wskazanie głębokości teoretycznej jest właściwym wyznacznikiem zakładanego czasu nurkowania bezdekompresyjnego lub procedur w nurkowaniu dekompresyjnym.